# Yetnahaw Gaâ !
Yetnahaw Ga3 ! (en caractères arabes : يتنحاو ڨاع, « Qu'ils dégagent tous), écrit souvent Yetnahaw ga3 !,,,,, est un slogan en algérien, qui apparait lors des manifestations qui secouent l'Algérie depuis le 16 février 2019 et qui est devenu une sorte de cri de ralliement des internautes depuis la publication d'une vidéo sur les réseaux sociaux montrant un jeune algérois interrompant un direct d'une correspondante locale de la chaine télévisée Sky News Arabia, le soir du 11 mars 2019 où l'ex-président Abdelaziz Bouteflika annonça qu'il renonce à briguer un cinquième mandat. L’idée de ce slogan est que tous ceux qui ont dirigé ou participé de près ou de loin à la direction du pays doivent être chassés.

## Historique

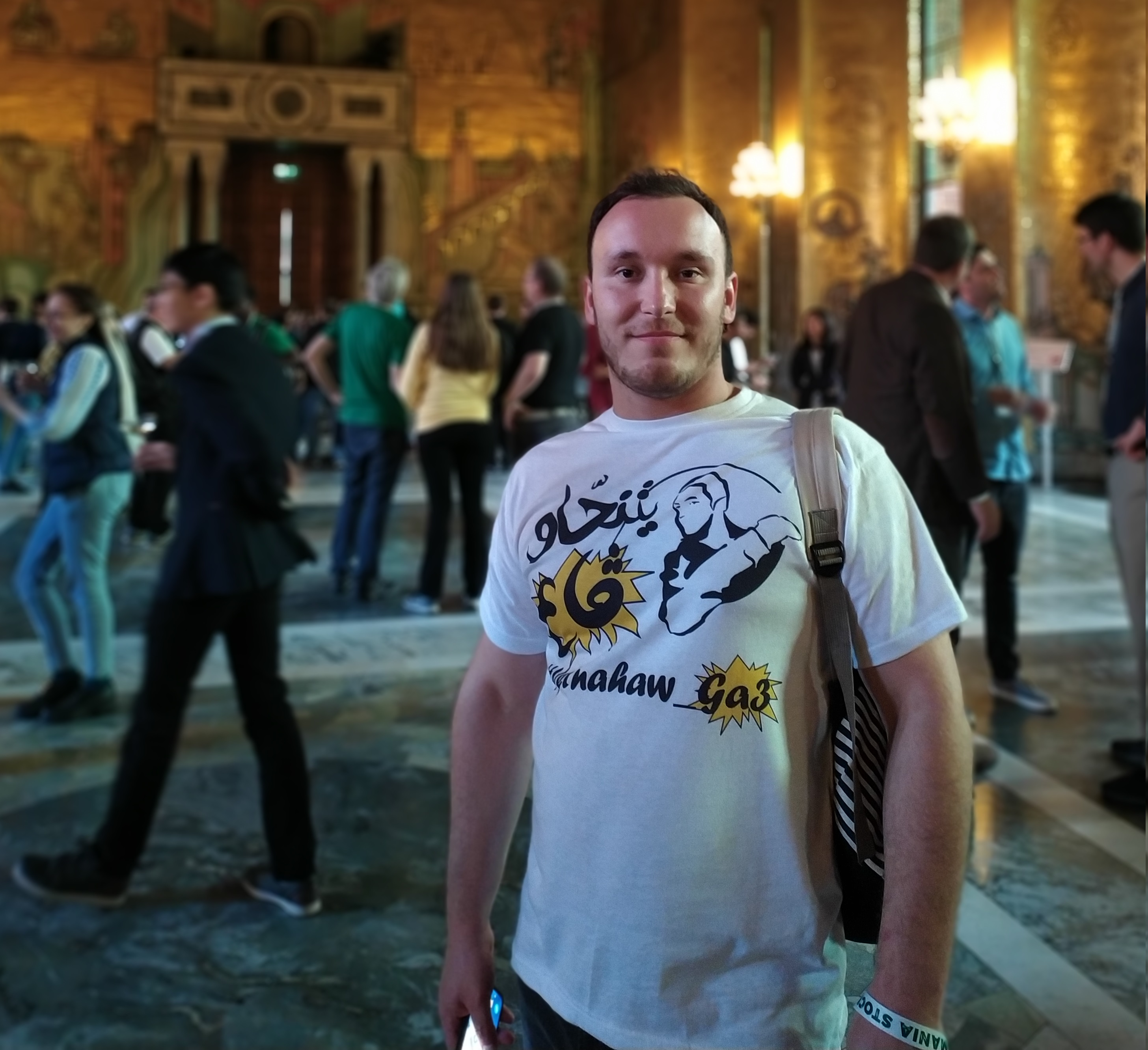
Wikimedien portant un t-shirt avec le slogan durant Wikimania 2019.

Le 11 mars 2019, Sofiane Bakir Turki, âgé de 33 ans, interrompt le direct d'une journaliste qui commente l'événement en arabe classique dans un grand boulevard d'Alger, le jeune affirmant en  algérien : « Yetnahaw gaâ ! ». C’était sa façon, à lui, de répondre à cette journaliste qui lui demandait de lui parler en arabe classique, ne sachant pas s’exprimer dans cette langue manifestement étrangère (pour lui) qui s'est rendu compte, très tôt en résumant que le départ d’Abdelaziz Bouteflika n’est pas le but principal du soulèvement populaire. « Yatnahaw ga3 !» c’est le départ de tous ceux qui ont profité, contribué, participé, renforcé et protégé l’ex-président durant les 20 années de son règne, faute de quoi, toute tentative de transition vers un modèle démocratique risque d’être torpillée par ces individus quand on parle de contre révolution, c’est de ceux-là qu’il s’agit.
La vidéo fait le buzz au lendemain de l'annonce du président et devient virale. Des internautes se sont rejoints autour d'un hashtag #Yetnahaw_Ga3. « Ce n'est pas avec des hommes du passé qu'on fabriquera le futur », affirme de son côté un internaute, ajoutant au sujet du mouvement  de révolte : « Notre combat continue toujours ».
C'est le slogan le plus répandu dans toutes les manifestations. On le lit sur les pancartes depuis mars 2019 et les médias locaux et internationaux l'évoquent souvent pour relater l'actualité des manifestations en Algérie,,,,,.
Lors de la 72e édition du Festival de Cannes, des acteurs algériens brandissent des pancartes et badges mentionnant le slogan « Yetnahaw ga3 ! » en guise de soutien aux manifestants algériens.
Trois supporters algériens présents en Égypte pour soutenir leur l'équipe nationale de football qui participe à la CAN 2019, lors de leur premier match le 23 juin contre l'équipe nationale du Kenya, les supporters ont brandi une pancarte sur laquelle est écrit « Yetnahaw gaâ ! », arrêtés et expulsés par les autorités égyptiennes, à leur arrivée à Alger arrêtés de nouveau et ont été placés en détention provisoire à la prison d'El-Harrach par le juge d’instruction du Tribunal de Dar El Beïda,.